# Marino Badoer
Marino Badoer, OSB (falecido em 1648) foi um prelado católico romano que serviu como bispo de Pula (1641–1648).

## Biografia
A 8 de janeiro de 1634, Marino Badoer foi ordenado sacerdote na Ordem de São Bento. No dia 1 de julho de 1641, foi nomeado pelo Papa Urbano VIII como Bispo de Pula. A 7 de julho de 1641, foi consagrado bispo por Giulio Cesare Sacchetti, Cardeal-Sacerdote de Santa Susanna com Emilio Bonaventura Altieri, Bispo de Camerino, e Bernardo Florio, Bispo de Canea, servindo como co-consagradores. Badoer serviu como Bispo de Pula até à sua morte em 1648.